# راس النقيل (السياني)

تعديل مصدري - تعديل

راس النقيل محلة تابعة لقرية السريح، التابعة لعزلة الهادس بمديرية السياني إحدى مديريات محافظة إب في الجمهورية اليمنية.، بلغ تعداد سكانها 146 حسب تعداد اليمن لعام 2004.